# Aero A.10
L'Aero A.10 est un biplan de transport commercial tchèque produit en petite série par la firme Aero.

## Aero A.8
Biplan de transport pour 1 pilote et 4 passagers dessiné par Karel Rösner et Rudolf Blaser dont le prototype effectua son premier vol en 1921 avec un moteur Maybach Mb-IV (en) de 240 ch. Il fut rapidement suivi du A-10, produit en série.

## Aero A.10

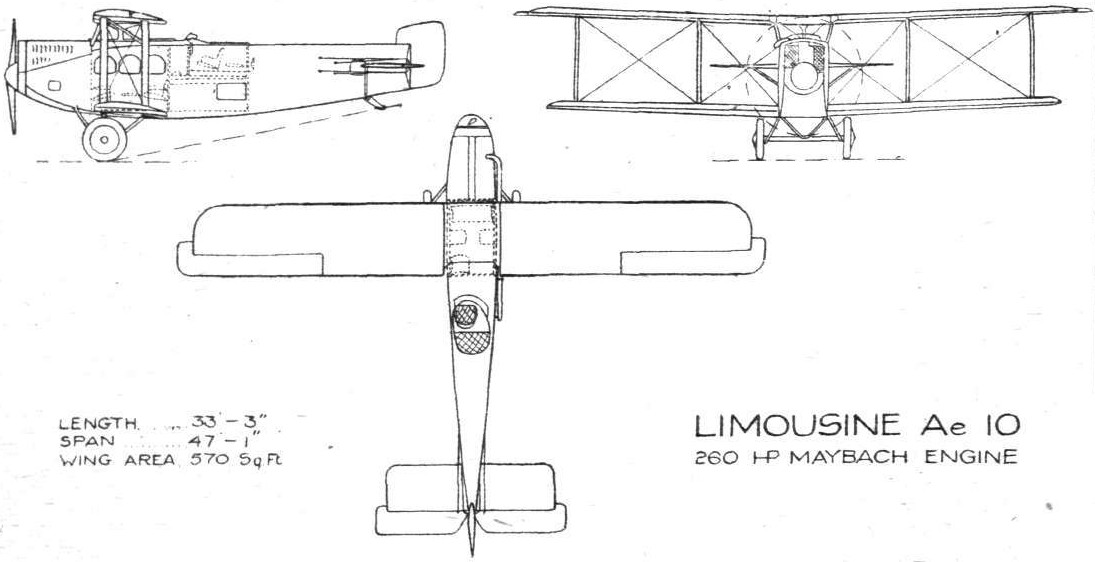
Plan 3 vues de l'Aero A.10

Version au fuselage allongé du A-8, dont le prototype effectua son premier vol en 1922. Biplan à ailes égales non décalées, sur lequel trois passagers prenaient normalement place dans une cabine fermée, mais trois tables repliables pouvaient se transformer en strapontins pour embarquer trois passagers supplémentaires. 5 appareils furent utilisés par la compagnie aérienne CSA de sa création en 1923 jusqu’en 1928.